# K.u.k. Ulanenregiment „Fürst zu Schwarzenberg“ Nr. 2

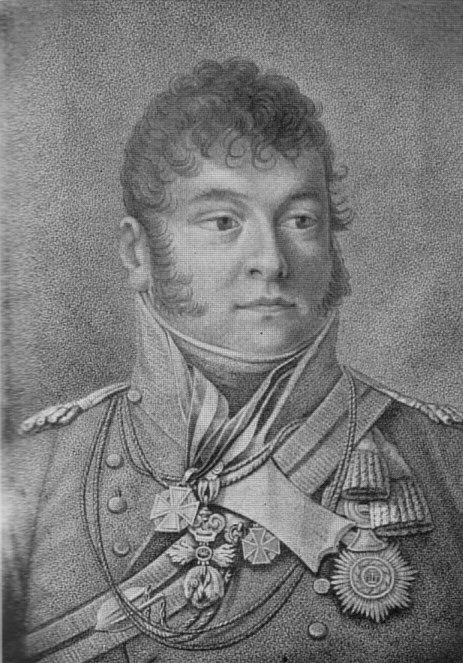
Der Namensgeber des Regiments – Carl Philipp Fürst zu Schwarzenberg

Der Verband war 1790 als „Ulanen-Frei-Korps“ für die kaiserlich-habsburgische Armee errichtet worden. Aus diesem entwickelte sich im Laufe der Zeit bis hin zur Gemeinsamen Armee innerhalb der Österreichisch-Ungarischen Landstreitkräfte das k.u.k. Ulanenregiment „Fürst zu Schwarzenberg“ Nr. 2.
Bis 1798 wurden die Regimenter nach dem Regimentsinhaber (der nicht auch der Kommandant sein musste) benannt. Eine verbindliche Regelung der Schreibweise existierte nicht (z. B. Regiment Graf Serbelloni – oder Regiment Serbelloni). Mit jedem Inhaberwechsel änderte das betroffene Regiment dann auch seinen Namen.
Nach der Änderung des Systems 1798 galt vorrangig die nummerierte Bezeichnung, die unter Umständen mit dem Namen des Inhabers verbunden werden konnte.
Im Jahre 1800 erhielt das Regiment den Namen des Fürsten Schwarzenberg und hatte diesen „auf immerwährende Zeit“ zu führen. Des ungeachtet wurden die Ehrennamen der Regimenter im Jahre 1915 ersatzlos gestrichen. Der Verband hieß von da an nur noch „k.u.k. Ulanenregiment Nr. 2“ (Das hat sich allerdings nicht durchgesetzt, insbesondere die sehr sparsame k.u.k. Militärverwaltung angeordnet hatte, zuerst alle vorhandenen Briefbögen und Stempel aufzubrauchen).
Als Auszeichnung für die vom Regiment in den früheren Feldzügen erworbenen Verdienste trugen die Offiziere das Panzerkettchen an der Czapka statt aus vergoldetem Metall, wie bei den übrigen Ulanen-Regimentern, ein solches aus Silber.

## Formationsgeschichte
- Im September 1790 wurde aus drei beim O’Donnel’schen Frei-Korps aufgestellten Ulanen-Divisionen ein selbstständiges „Ulanen-Frei-Korps“ formiert, dieses hatte den Namen des jeweiligen Kommandanten zu führen.
- 1798 wurde es in ein reguläres Ulanen-Regiment umgewandelt und erhielt als solches die Nr. 2.
- 1801 wurden Chargen und Mannschaften als Stamm an das neu aufgestellten Ulanen-Regiment Nr. 3 abgegeben
- 1814 wurden Chargen und Mannschaften als Stamm an das neu aufgestellten Ulanenregiment Nr. 4 abgegeben.
- 1860 wurde die 4. Division an das neu aufgestellte Freiwilligen-Ulanen-Regiment (später Ulanenregiment Graf Trani) abgegeben.

## Ergänzungen
Das Regiment rekrutierte sich seit seiner Errichtung aus West-Galizien
- 1853 aus dem Ergänzungsbezirk des Infanterieregiments Nr. 40 (Rzeszów)
- 1857–82 aus den Ergänzungsbezirken der Infanterieregimenter Nr. 40 und Nr. 57 (Rzeszów und Tarnów)
- 1883–89 zusätzlich aus dem des Infanterieregiments Nr. 20 (Neu-Sandez).
- Seit 1889 war es mit der Ergänzung dem Bereich des I. Korps (Militär-Territorial-Bezirk Krakau) zugewiesen.

## Friedensgarnisonen
| I. | II. | III. |
| --- | --- | --- |
| - 1798–99 Jaroslawl - 1801 Holleschau - 1803–05 Ungarisch-Brod - 1806 Reichenau - 1807 Nachod-Hohenmauth - 1808–09 Saaz - 1810 Brandeis - 1814 Wien - 1815 Gaja - 1820 Troppau - 1821 Prosnitz | - 1828 Austerlitz - 1833 Gyöngyös - 1836 Pécsvár - 1843–48 Alt-Arad - 1849 Zombor-Baja - 1850 Kolín - 1851 Wien - 1852 Stzadtl-Enzersdorf, dann Gyöngyös - 1854 Debrezin-Kecskemét - 1855 Fünfkirchen - 1856–59 Mediasch | - 1860 Gyöngyös - 1863 Szigetvár - 1864–66 Tolna - 1866 Pest - 1867 Rákos-Palota, dann Ruma - 1870 Tarnów - 1876 Brünn - 1879 Wien - 1884 Tarnów - 1914 Stab, I. Div: Tarnow – II. Div: Bochnia |

### Korps-Kommandanten des Ulanen-Freikorps
- 1790 Major Bernhard Freiherr von Degelmann (Ulanen-Freikorps Degelmann)
- 1793 Oberstlieutenant Karl Philipp zu Schwarzenberg (Ulanen-Freikorps Fürst Schwarzenberg)
- 1794 Oberstlieutenant Johann Graf von Keglevich (Ulanen-Freikorps Keglevich)
- 1796 Oberstlieutenant Anton Vogl (Ulanen-Freikorps Vogl)
- 1797 Oberstlieutenant Joseph Freiherr von Motschlitz (Ulanen-Freikorps Motschlitz)

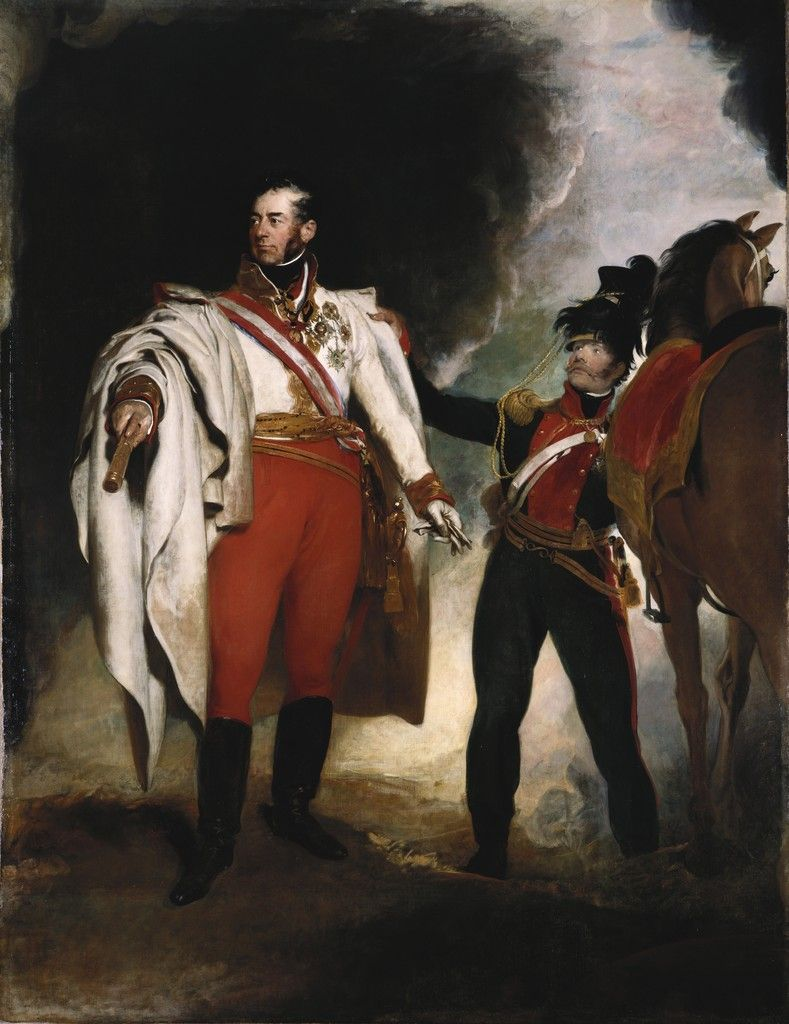
Feldmarschall Karl Philipp Fürst zu Schwarzenberg mit einem Ulan seines Regiments

### Regimentsinhaber
- 1798–1800 unbesetzt
- 1800–1820 Feldmarschall Karl Philipp Fürst zu Schwarzenberg
- 1820–1822 unbesetzt
- 1822 Feldmarschalleutnant Ferdinand Georg August von Sachsen-Coburg-Saalfeld-Koháry
- 1828 Feldmarschalleutnant Franz Freiherr von Vlasits
- 1840 General der Kavallerie William Freiherr von Hammerstein-Equord
- 1861 Feldmarschalleutnant Franz Ritter von Wallyemare
- 1866 - 87 Feldmarschalleutnant Carl Zaitsek von Egbell

### Regimentskommandanten
- 1798 Oberst Emmanuel Freiherr von Trach
- 1800 Oberst Moritz Fürst zu Liechtenstein
- 1805 Oberst Ignaz Graf Hardegg
- 1809 Oberst Carl Schmuttermayer
- 1812 Oberst Ferdinand Fürst Kinsky
- 1813 Oberst Carl Freiherr von Mengen
- 1820 Oberst Franz Chevalier Germain
- 1829 Oberst Franz Graf Lamberg
- 1834 Oberst Franz Graf Schaaffgotsche
- 1841 Oberst Carl Freiherr von Lederer
- 1848 Oberst Friedrich Freiherr von Blomberg
- 1849 Oberst Wilhelm Ritter von Faber
- 1854 Oberst Friedrich Freiherr Dlauhowesky von Langendorf
- 1859 Oberst Friedrich Graf Schaaffgotsche
- 1864 Oberst Julius Fluck von Leidenkron
- 1866 Oberst Carl Gelan
- 1871 Oberst Nicolaus Watzesch von Waldbach
- 1872 Oberst Ferdinand Meyszner
- 1877 Oberst Miecislaus Ritter Laszowsky von Kraszkowiecze
- 1880 Oberst Anton Freiherr von Bechtolsheim
- 1882 Oberstlieutenant Georg Bohl
- 1882 Oberst Graf Oswald von Kielmansegg
- 1889 Oberst Anton Freiherr Malowetz von Malowitz und Kosor
- 1894 Oberst Anton Freiherr von Hagen
- 1899–1904 Oberst Karl Georg Graf Huyn
- 1905–1909 Oberst Adolf Ritter von Brudermann
- 1910–1913 Oberst Albert Ritter Le Gay von Lierfels
- 1914 Oberstleutnant Joseph Lasocki von Lasocino

## Einsatzgeschichte
Koalitionskriege

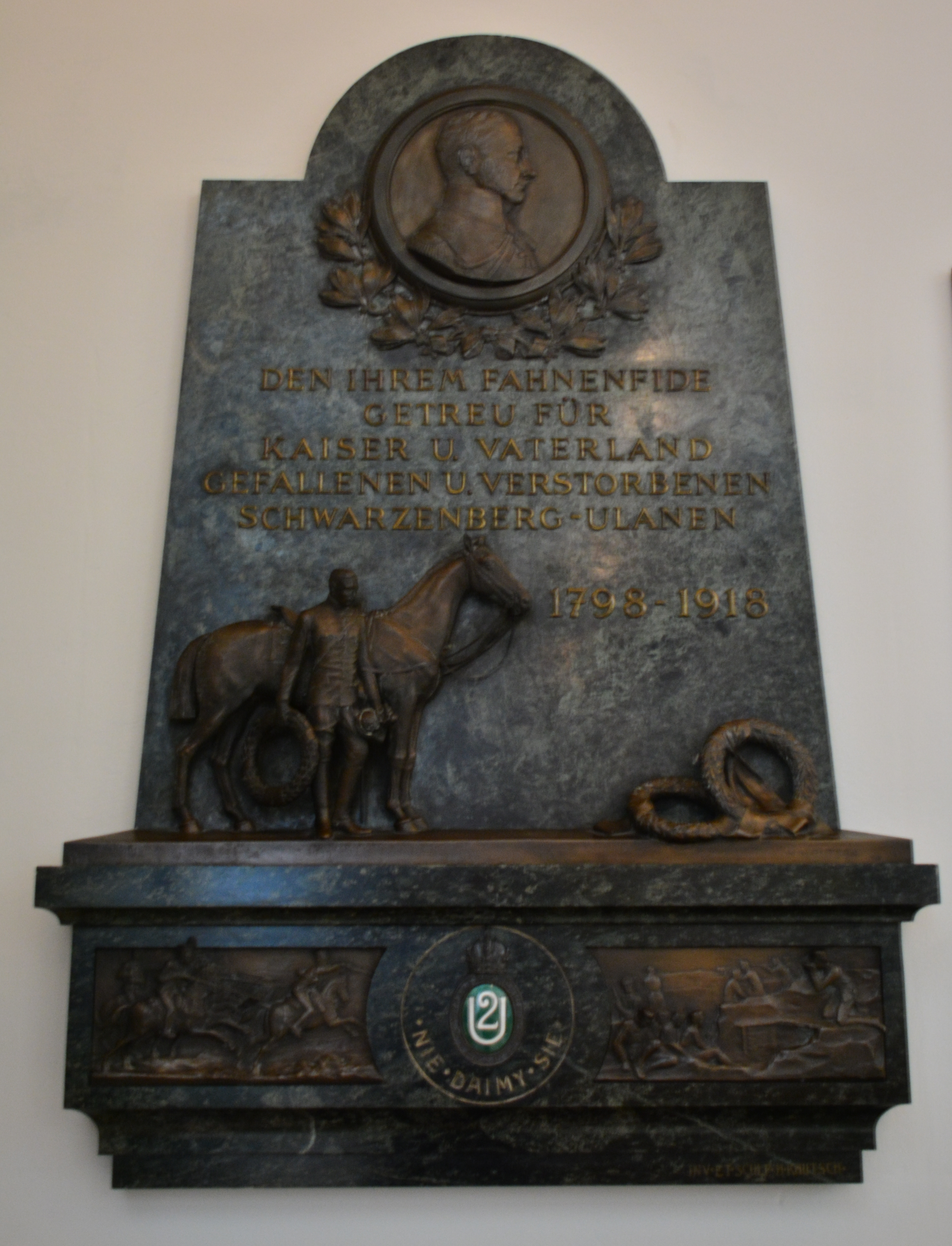
Gedenktafel in der Kapuzinerkirche in Wien

- 1792: befand sich der Verband in den Niederlanden. Drei Eskadronen standen im Gefecht bei Bossut.
- 1793: Abteilungen des Korps kämpften bei Neerwinden-Tirlemont. Schlacht bei Famars und bei Valenciennes. Gefecht bei Bassuyan.
- 1794: Kämpfe bei Landrecies, bei Pont-á-Marque und Guise.
- 1795: Einnahme der Schanzen vor Mainz. Gefecht bei Meisenheim.
- 1796: Das Korps kämpfte zunächst in der Schlacht bei Amberg und dann bei Gießen.
- 1797: Sicherungs- und Patrouillendienste an der Lahn.
- 1799: Das Regiment kämpfte bei Ostrach und bei Stockach. Einnahme des Luciensteiges. Teilnahme an der Schlacht bei Zürich. Auszeichnung für das Regiment nach der Einnahme der Neckarauer Schanzen (bei Mannheim). Gefecht bei Neckarhausen. Verteidigung der Neckarbrücke mit nur 15 Mann gegen starke französische Verbände.
- 1800 Gefecht bei Lohdorf (Teilgefecht der Schlacht bei Meßkirch) und Einsatz in der Schlacht bei Biberach. Rückzugsgefecht bei Lambach. Regiments-Kommandant Fürst Liechtenstein und Rittmeister Bogdan erhielten den Militär-Maria-Theresia-Orden verliehen.
- 1805: geriet der größte Teil des Regiments durch die Kapitulation von Ulm in französische Gefangenschaft. Die Entkommenen schlossen sich dem Korps Erzherzog Ferdinand an. Eine Eskadron nahm an der Schlacht bei Austerlitz teil.
- 1806: Sechs Eskadronen befanden sich im I. Korps Bellegarde in Deutschland, zwei Eskadronen an der böhmisch-sächsischen Grenze. Erstere nahmen an dem Gefecht bei Ursensollen, vier Eskadronen an dem bei Bersching und Pruck-Nittenau teil. Am Vortag der Schlacht bei Aspern führte das Regiment unter Oberst Graf Hardegg ein Reitergefecht bei Esslingen und war dann in der Schlacht bei Aspern, der Schlacht bei Wagram und der Schlacht bei Znaim  eingesetzt. Von den in Böhmen stehenden Eskadronen zeichnete sich die von Lieutenant Carl Steindl besonders aus, indem sie, am erfolgreichen Widerstand besonders beteiligt, die Stadt Eger und die dortigen militärischen Vorräte rettete. Lieutenant Carl Steindl erhielt dafür den Militär-Maria-Theresia-Orden. Weitere 19 Offiziere des Regiments wurden in diesem Jahr namentlich belobt.

Befreiungskriege
- 1813: war das Regiment dem österreichisch-bayrischen Korps des Generals der Kavallerie Graf Wrede zugeteilt. Es kämpfte bei der Verteidigung von Gelnhausen, in der Schlacht bei Hanau und am 31. Dezember im Gefecht bei St. Croix.
- 1814: Zum V. Korps der Hauptarmee detachiert, kämpfte der Verband bei Brienne, einzelne Abteilungen führten Gefechte bei Nogent, Nangis und Troyes. Teilnahme den Schlachten bei Bar-sur-Aube und Arcis-sur-Aube. Regiments-Kommandant Oberst Freiherr von Mengen wurde für die Kämpfe bei Hanau und Brienne mit dem Maria-Theresia-Orden ausgezeichnet.

Herrschaft der Hundert Tage
- 1815: Sicherungs- und Patrouillendienste in Frankreich. Keine Gefechtstätigkeit.

Revolution von 1848/1849 im Kaisertum Österreich
- 1848: Das Regiment lag in Garnison in Ungarn. Anfänglich zum Schutze des Banats gegen die Serben kommandiert, stellte sich die Einheit freiwillig dem Festungskommandanten von Arad zur Verfügung und bewirkte durch seine Anwesenheit den Abzug der im Vorfeld der Festung operierenden Insurgenten. Später wurde das Regiment zum Schutze von Temesvár in diese Festung verlegt. Von hier aus nahmen Abteilungen an diversen Streifzügen, sowie an den Gefechten bei Engelsbrunn-Lippa, Werschetz, und der Verproviantierung von Arad (Gefecht bei Szent Miklós) teil. Eine Eskadron war in Arad zurückgeblieben und nahm später an der Verteidigung dieser Festung teil.
- 1849: Abteilungen waren an einem Streifzug gegen den Eisernen-Tor-Pass, der Einnahme von Neu-Arad und dem Gefecht bei Valemare beteiligt. Sechs Eskadronen nahmen an der Verteidigung von Temesvár und dem Ausfall aus der Festung am 3. August teil. Scharmützel bei Freidorf. Die 1. Majors-Division kämpfte im Sommerfeldzug mit der Südarmee des Banus und führte ein Gefecht bei Kács. Nach dem Entsatz von Temesvár wurde das Regiment zur Verfolgung des Feindes eingesetzt. Nach dem Gefecht bei Kostil verfolgte es die Insurgenten bis Dobra.

Sardinischer Krieg
- 1859: Fünf Eskadronen marschierten nach Solferino, kamen jedoch zu spät und konnten nicht in das Kampfgeschehen eingreifen. Drei Eskadronen befanden sich zu diesem Zeitpunkt noch in Tirol.

Deutscher Krieg
- 1866: Fünf Eskadronen waren der Kavallerie-Division der Nord Armee zugeteilt. Das Regiment kämpfte in der Schlacht bei Königgrätz und führte später ein Gefecht bei Blumenau.

Erster Weltkrieg
Im Ersten Weltkrieg sahen sich die Ulanen den unterschiedlichsten Verwendungen ausgesetzt. Sie kämpften zunächst kavalleristisch, wurden aber auch auf allen Kriegsschauplätzen infanteristisch verwendet. Ob das Regiment als geschlossener Verband oder aufgeteilt als Divisionskavallerie eingesetzt war, ist nicht bekannt.

## Verbleib
Nach Ende des Krieges kehrte der Verband geordnet in seine Garnison nach West-Galizien zurück. Darüber, ob das Regiment sich selbst auflöste, von der polnischen Interimsregierung aufgelöst oder in die neue polnische Armee eingegliedert wurde, liegen gegenwärtig keine Erkenntnisse vor.

## Adjustierung
- Adjustierung 1790: gelbe Czapka, grasgrüne Kurtka, ponceaurote Egalisierung, gelbe Knöpfe
- 1798: gras- später dunkelgrüne Czapka, dunkelgrüne Kurtka und Beinkleider, scharlachrote Egalisierung, gelbe Knöpfe
- 1865: grüne Tatarka, lichtblaue Ulanka und Hosen, krapprote Egalisierung, gelbe Knöpfe
- 1868: dunkelgrüne Tatarka, lichtblaue Ulanka, krapprote Stiefelhosen und Egalisierung, gelbe Knöpfe
- 1876: dunkelgrüne Czapka, lichtblaue Ulanka, krapprote Egalisierung und Stiefelhose, gelbe Knöpfe

## Verbandszugehörigkeit und Status 1914
- I. Korps – 7. Kavallerie Truppendivision – 11. Kavalleriebrigade
- Nationalitäten: 84 % Polen – 16 % Verschiedene
- Regimentssprache: polnisch

## Gliederung
Ein Regiment bestand in der Österreichisch-Ungarischen Kavallerie in der Regel ursprünglich aus drei bis vier (in der Ausnahme auch mehr) Division. (Mit Division wurde hier ein Verband in Bataillonsstärke bezeichnet. Die richtige Division wurde Infanterie- oder Kavallerie-Truppendivision genannt.) Jede Division hatte drei Eskadronen. Die Anzahl der Reiter in den einzelnen Teileinheiten schwankte, lag jedoch normalerweise bei etwa 160 Reitern je Easkadron.
Die einzelnen Divisionen wurden nach ihren formalen Führern benannt:
- die 1. Division war die Oberst-Division
- die 2. Division war die Oberstlieutenant (Oberstleutnant)-Division
- die 3. Division war die Majors-Division
- die 4. Division war die 2. Majors-Division
- die 5. Division (falls vorhanden) wurde 3. Majors-Division genannt

Im Zuge der Heeresreform wurden die Kavallerie-Regimenter ab 1860 auf zunächst drei und dann auf zwei Divisionen reduziert.
Bedingt durch die ständige Umbenennung sind die Regimentsgeschichten der österreichisch-ungarischen Kavallerie nur sehr schwer zu verfolgen. Hinzu kommt die ständige und dem Anschein nach willkürliche, zu Teil mehrfache Umklassifizierung der Verbände. (Zum Beispiel: K.u.k. Böhmisches Dragoner-Regiment „Fürst zu Windisch-Graetz“ Nr. 14)
- siehe: k.u.k. Ulanen